# Abramowice Prywatne
Abramowice Prywatne – wieś w Polsce położona w województwie lubelskim, w powiecie lubelskim, w gminie Głusk.
Razem z wsią Abramowice Kościelne tworzy jedno sołectwo. Według Narodowego Spisu Powszechnego z roku 2011 wieś liczyła 433 mieszkańców.
1 stycznia 1989 zachodnią część wsi (198,74 ha) włączono do Lublina.
W latach 1975–1998 miejscowość położona była w województwie lubelskim.